# طواف تركيا 2014
طواف تركيا 2014 هو سباق دراجات هوائية أقيم بتاريخ 27 أبريل – 4 مايو، تكون السباق من 8 مراحل وامتدّ لمسافة 1243.6 كم بسرعة 40.855 كم/س، استغرق السباق 30 ساعة 26 دقيقة 22 ثانية.